# Черкаси (Уфимський район)
Черка́си (рос. Черкассы, башк. Черкассы) — село у складі Уфимського району Башкортостану, Росія. Адміністративний центр Черкаської сільської ради.
Населення — 710 осіб (2010; 645 в 2002).
Національний склад:
- росіяни — 70 %